# Andrzej Kowerski

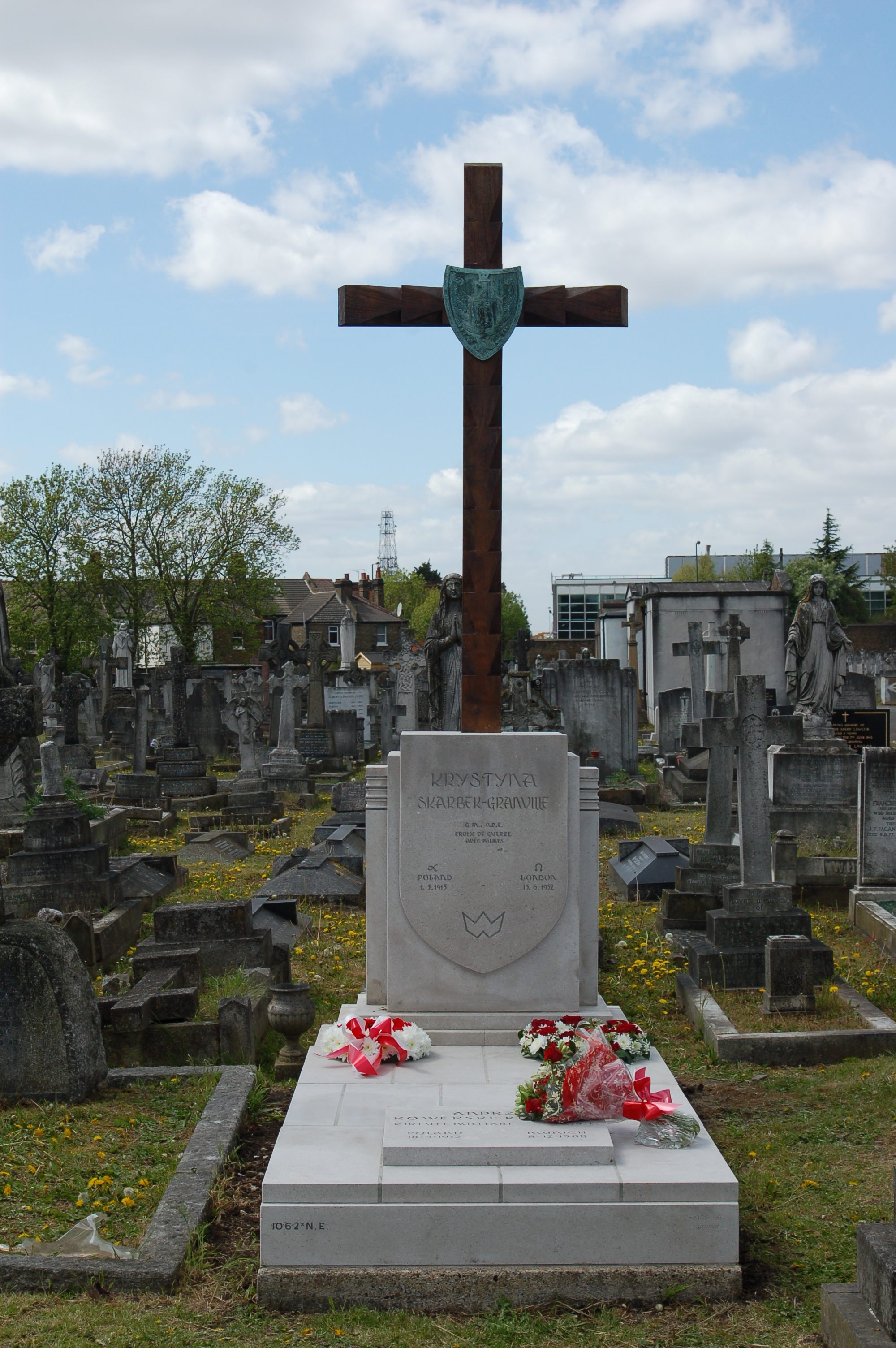
Odrestaurowany grób Krystyny Skarbek i Andrzeja Kowerskiego, polskich agentów w służbie brytyjskiej SOE, na katolickim cmentarzu Kensal Green St. Mary w Londynie

Andrzej Kowerski, ps. Andrew Kennedy (ur. 8 maja 1912 w Łabuniach koło Zamościa, zm. 8 grudnia 1988) – agent brytyjskiej tajnej służby Kierownictwa Operacji Specjalnych (SOE), żołnierz Wojska Polskiego w czasie obrony Polski w 1939, współpracownik Krystyny Skarbek.

## Młodość
Andrzej Kowerski urodził się 8 maja 1912 r. w Łabuniach koło Zamościa. Jego rodzicami byli Stanisław Kowerski, doktor filozofii, przemysłowiec i właściciel majątków, i Maria z Hordyńskich, działaczka społeczna. Miał młodszą siostrę Marię Barbarę. Kowerski przez osiem lat uczęszczał do Gimnazjum Państwowego im. Jana Zamoyskiego w Zamościu. Świadectwo dojrzałości uzyskał w 1930 r.
Andrzej Kowerski będąc w Zakopanem w marcu 1934 r. z bratem Grzegorzem oraz grupą osób m.in. z olimpijczykiem Władysławem Czechem (bratem Bronisława Czecha) na wycieczce narciarskiej pod Liliowem, przeżył kilkugodzinne zasypanie lawiną śniegu. Maria Kowerska z wdzięczności za uratowanie życia syna Andrzeja ufundowała nieruchomość dla sióstr zakonnych Zgromadzenia Sióstr Franciszkanek Maryi w Zamościu.

## Kariera wojskowa
Kowerski ukończył szkołę podchorążych rezerwy kawalerii. Został podporucznikiem rezerwy. Studiował rolnictwo na Uniwersytecie Jagiellońskim w Krakowie. Przed II wojną światową stracił nogę i nosił protezę. W czasie obrony Polski w 1939 r. walczył w stopniu ppor. rez. jako oficer zwiadowczy 1 baterii 16 dywizjonu artylerii motorowej 10 Brygady Kawalerii Zmotoryzowanej Wojska Polskiego dowodzonej przez gen. Stanisława Maczka. Odznaczony został orderem Virtuti Militari.
Po walce o wolność Polski w 1939 r. trafił na Węgry, gdzie pracował w konsulacie polskim w Budapeszcie, pomagając internowanym polskim jeńcom wojennym przedostać się z Węgier do Francji.

## Aktywność w brytyjskim wywiadzie
Andrzej Kowerski został wprowadzony przez Krystynę Skarbek do służby w brytyjskiej Secret Intelligence Service (Tajna Służba Wywiadowcza) i SOE (Kierownictwo Operacji Specjalnych). Tworzyli parę w życiu i na służbie. Pomimo protezy jednej nogi odbył kurs spadochronowy. Chciał być zrzucony do Polski. Został wysłany do Londynu na dalsze szkolenia. Ukończył tam kurs oficerów łącznikowych. Został jednym z najaktywniejszych agentów brytyjskich.
W czasie jednej z wypraw z Polski na Węgry Andrzej Kowerski z Krystyną Skarbek transportowali części prototypu polskiego działa przeciwczołgowego. Został majorem armii brytyjskiej.
Związek Andrzeja Kowerskiego i Krystyny Skarbek trwał do jej tragicznej śmierci w 1952 r. Po śmierci w 1988 r. został pochowany na własne życzenie w grobie Krystyny Skarbek, miłości jego życia, na katolickim cmentarzu Saint Mary’s w Kensal Green w północno-zachodnim Londynie w Wielkiej Brytanii.